# سيسيل اندروز
سيسيل اندروز (بالإنجليزية: Cecil Andrews)‏ (1 نوفمبر 1930 في المملكة المتحدة - 1 يوليو 1986 في المملكة المتحدة) هو لاعب كرة قدم بريطاني في مركز الوسط. لعب مع كريستال بالاس وكوينز بارك رينجرز ونادي بورتسموث وSittingbourne F.C. ‏.